# طاهر محمود جيلي
السفير طاهر محمود جيلي ( (بالصومالية: Daahir Maxamuud Geele)‏ دبلوماسي وسياسي صومالي، شغل منصب وزير الإعلام، كما عُين سفير الصومال في السعودية، وترشح للانتخابات الرئاسية الصومالية 2022 

## حياته ومسيرته السياسية
ولد في العاصمة الصومالية مقديشو عام 1966، بعد أن أكمل تعليمه الابتدائي والثانوي في مقديشو، حصل على بكالوريوس الآداب في الفقه والقانون من جامعة الأزهر في القاهرة مصر. التحق لاحقًا بمعهد البحوث والدراسات العربية للحصول على دبلوم الدراسات العليا في العلوم السياسية، وماجستير الآداب في العلوم السياسية. انخرط الخدمة المجتمعية والمجال الخيري في الصومال. في خدمته في القطاع العام ، شغل طاهر منصب مدير إدارة العلاقات الخارجية بوزارة العدل والشؤون الدينية، وكان عضوًا في البرلمان الاتحادي الصومالي، وتقلد منصب وزير الإعلام مرتين.، قاد طاهر منتدى دلجِر للحوار الوطني. عينه الرئيس الصومالي حسن شيخ محمود سفيرا لدى المملكة العربية السعودية عام 2015 واستمر في مهمته حتى عام 2018. في القطاع الخاص، شغل طاهر منصب المدير العام لمحطة إذاعة الرسالة. كما أنه مؤسس إذاعة القرآن الكريم. بين عامي 1995 و2000، عمل في جمعية خيرية تهدف إلى التخفيف من معاناة المحتاجين.
ترشح للرئاسة في الانتخابات الرئاسية الصومالية 2022

## روابط خارجية
- مركز مقديشو يجري حوارا مع المرشح الرئاسي طاهر محمود جيلي
- سفارة الصومال لدى السعودية